# Lasioglossum comulum
Lasioglossum comulum is een vliesvleugelig insect uit de familie Halictidae. De wetenschappelijke naam van de soort is voor het eerst geldig gepubliceerd in 1951 door Michener.